# Psychoda dubia
Psychoda dubia és una espècie d'insecte dípter pertanyent a la família dels psicòdids que es troba a Sud-amèrica: el cap d'Hornos.